# Tamba tessellata
Tamba tessellata är en fjärilsart som beskrevs av Bethune-Baker 1906. Tamba tessellata ingår i släktet Tamba och familjen nattflyn. Inga underarter finns listade i Catalogue of Life.